# Vapreotide
Vapreotide (Sanvar) là một chất tương tự somatostatin tổng hợp. Nó được sử dụng trong điều trị xuất huyết giãn tĩnh mạch thực quản ở bệnh nhân mắc bệnh gan xơ gan và tiêu chảy liên quan đến AIDS.
Nó là một peptide 8 dư với trình tự HD-Phe-Cys (1) -Tyr-D-Trp-Lys-Val-Cys (1) -Trp-NH2.